# 16e étape du Tour d'Espagne 2011
La 16e étape du Tour d'Espagne 2011 s'est déroulée le mardi 6 septembre 2011. La villa romaine de La Olmeda est le site de départ et Haro est la ville d'arrivée. Il s'agit d'une étape de plaine sur 180 kilomètres.
La victoire d'étape revient à l'Argentin Juan José Haedo (Saxo Bank-SunGard) au sprint. L'Espagnol Juan José Cobo (Geox-TMC) conserve le maillot rouge de leader. En juillet 2019, Cobo est déclassé pour dopage et perd tous ses résultats acquis sur la Vuelta 2011.

## Profil de l'étape
La ville de Haro accueille pour la deuxième fois de l'histoire du Tour d'Espagne, après l'édition de 1966. C'est la première fois que le site archéologique romain de La Olmeda, situé sur le cadastre de Pedrosa de la Vega, l'un des plus importants lieux de ce type en Espagne, accueille une étape de la Vuelta.

## Classement de l'étape
|    | Coureur             | Pays      | Équipe             | Temps | Temps           |
| -- | ------------------- | --------- | ------------------ | ----- | --------------- |
| 1  | Juan José Haedo     | Argentine | Saxo Bank-SunGard  | en    | 4 h 41 min 56 s |
| 2  | Alessandro Petacchi | Italie    | Lampre-ISD         | +     | 0 s             |
| 3  | Daniele Bennati     | Italie    | Leopard-Trek       |       | 0 s             |
| 4  | Vicente Reynés      | Espagne   | Omega Pharma-Lotto |       | 0 s             |
| 5  | Leigh Howard        | Australie | Team HTC-Highroad  |       | 2 s             |
| 6  | Koen de Kort        | Pays-Bas  | Skil-Shimano       |       | 2 s             |
| 7  | Lloyd Mondory       | France    | AG2R La Mondiale   |       | 2 s             |
| 8  | Nikolas Maes        | Belgique  | Quick Step         |       | 2 s             |
| 9  | Christopher Sutton  | Australie | Team Sky           |       | 2 s             |
| 10 | Juan José Cobo      | Espagne   | Geox-TMC           |       | 2 s             |

## Classement général
|     | Coureur               | Pays        | Équipe              |    | Temps            |
| --- | --------------------- | ----------- | ------------------- | -- | ---------------- |
| Dsq | Juan José Cobo        | Espagne     | Geox-TMC            | en | 64 h 39 min 14 s |
| 2   | Christopher Froome    | Royaume-Uni | Team Sky            | +  | 22 s             |
| 3   | Bradley Wiggins       | Royaume-Uni | Team Sky            |    | 51 s             |
| 4   | Bauke Mollema         | Pays-Bas    | Rabobank            |    | 1 min 41 s       |
| 5   | Maxime Monfort        | Belgique    | Team Leopard-Trek   |    | 2 min 40 s       |
| 6   | Denis Menchov         | Russie      | Geox-TMC            |    | 3 min 06 s       |
| 7   | Jakob Fuglsang        | Danemark    | Team Leopard-Trek   |    | 3 min 08 s       |
| 8   | Vincenzo Nibali       | Italie      | Liquigas-Cannondale |    | 3 min 49 s       |
| 9   | Jurgen Van den Broeck | Belgique    | Omega Pharma-Lotto  |    | 4 min 03 s       |
| 10  | Wout Poels            | Pays-Bas    | Vacansoleil-DCM     |    | 4 min 18 s       |

## Classements annexes

### Classement par points
|   | Cycliste          | Pays      | Équipe              | Points |
| - | ----------------- | --------- | ------------------- | ------ |
| 1 | Joaquim Rodríguez | Espagne   | Team Katusha        | 90     |
| 2 | Bauke Mollema     | Pays-Bas  | Rabobank            | 85     |
| 3 | Peter Sagan       | Slovaquie | Liquigas-Cannondale | 75     |

### Classement du meilleur grimpeur
|   | Cycliste         | Pays    | Équipe           | Points |
| - | ---------------- | ------- | ---------------- | ------ |
| 1 | David Moncoutié  | France  | Cofidis          | 60     |
| 2 | Matteo Montaguti | Italie  | AG2R La Mondiale | 38     |
| 3 | Daniel Moreno    | Espagne | Team Katusha     | 32     |

### Classement du combiné
|     | Cycliste       | Pays     | Équipe       | Points |
| --- | -------------- | -------- | ------------ | ------ |
| Dsq | Juan José Cobo | Espagne  | Geox-TMC     | 9      |
| 2   | Bauke Mollema  | Pays-Bas | Rabobank     | 19     |
| 3   | Daniel Moreno  | Espagne  | Team Katusha | 20     |

### Classement par équipes
|   | Équipe            | Pays       | Temps | Temps            |
| - | ----------------- | ---------- | ----- | ---------------- |
| 1 | Geox-TMC          | Espagne    | en    | 193 h 28 min 9 s |
| 2 | Team Leopard-Trek | Luxembourg | +     | 6 min 42 s       |
| 3 | Euskaltel-Euskadi | Espagne    |       | 25 min 10 s      |

## Abandons
- Tom Boonen (Quick Step) : non-partant
- Alessandro Spezialetti (Lampre-ISD) : abandon